# Nahrstedt
Nahrstedt là một đô thị thuộc huyện Stendal, bang Sachsen-Anhalt, Đức. Đô thị Nahrstedt có diện tích 8,63 km², dân số thời điểm ngày 31 tháng 12 năm 2006 là 295 người.